# 8-й армейский корпус (Великая армия)
8-й армейский корпус Великой армии — первый раз корпус был сформирован Императором 9 декабря 1805 года из частей Армии Италии маршала Массена, но уже 26 декабря того же года вновь стал Армией Италии.
Второе рождение корпуса произошло 1 октября 1806 года под командованием маршала Эдуара Мортье. Расформирован после Тильзита.
Повторно корпус образован в марте 1812 года из войск Вестфальского королевства. С 1 апреля 1812 года наименован 8-м армейским корпусом.
Ком. корпуса – король Вестфалии Жером Бонапарт, его помощник (commandant en second) – дивизионный ген. Д. Вандам (фактически командовал корпусом после назначения Жерома 22 апреля 1812 команд. войсками правого крыла Великой армии). Всего в корпусе 18 батальонов, 13 эскадронов, 34 орудия - 18800 чел.
18(30) июня корпус вступил в Гродно, где был радостно встречен поляками. Из-за допущенных Жеромом просчётов Наполеон подчинил его маршалу Л. Н. Даву. Обиженный Жером 4(16) июля оставил армию. В июле во время форсированных маршей из-за жары и плохого питания корпус потерял отставшими и больными 2/3 личного состава, но его силы были восстановлены во время передышки у Орши 15-31 июля (27 июля – 12 августа), где корпус получил пополнение (1000 пехотинцев и 300 кавалеристов).
18(30) июля командиром корпуса назначен дивизионный генерал А. Жюно. Следуя к Смоленску, корпус 3(15) августа сбился с дороги и опоздал к Смоленскому сражению. В сражении у Валутиной Горы 7(19) августа Жюно допустил ряд просчётов, за что едва не лишился командования.
В Бородинском сражении корпус был подчинён маршалу М. Нею, действовал в Утицком лесу, где потерял 140 офицеров и 1300 солдат убитыми и ранеными. 1(13) сентября корпус был оставлен в Можайске и окрестных деревнях для прикрытия коммуникаций. С 7(19) сентября вестфальцы регулярно конвоировали партии русских пленных из Москвы до Дорогобужа.
Из-за понесённых потерь 15 (27) сентября вся пехота корпуса была сведена в одну дивизию (ком. ген. Л. Охс), составленную из трёх бригад. 17(29) сентября по одному батальону выслано в Рузу и Верею. Во время отступления к Смоленску с 16(28) октября по 28 октября (9 ноября) его численность сократилась с 6400 чел. до 2800 чел. (из 30 пушек удалось сохранить 16).
29 октября (10 ноября) корпус был выслан к югу от Смоленска для встречи остатков дивизии Л. Барагэ д'Иллье. Уцелевшая пехота 31 октября (12 ноября) сведена в один полк из трёх батальонов (1000 чел). Под Красным вестфальцы потеряли ещё 430 чел. и 12 пушек. В Орше 7(19) ноября полк вестфальцев насчитывал 500 чел., у Бобра – 360 чел., сведённые в один батальон под майора А. фон Раушенплатта. По приказу Охса 11(23) ноября все 20 батальонных и полковых знамён сняты с древков и отданы на попечение командиров (благодаря этому вестфальцы потеряли в 1812 году только 2 знамени). 15(27) ноября батальон был сведён в роту капитана К. Ф. фон Альтенбокум-Барделебена. Через Березину сумели переправиться около 50 пехотинцев, 60 кавалеристов и св. 1000 безоружных вестфальцев; в Торне из 800 офицеров и 25 тыс. солдат вестфальских войск (включая подкрепления) из России сумели уйти 226 офицеров и около 400 солдат.[4]
Практически полностью уничтожен в Лейпцигском сражении.

## Состав корпуса
На 28 декабря 1805 года:
- 1-я пехотная дивизия (дивизионный генерал Гийом Дюэм)
- 2-я пехотная дивизия (дивизионный генерал Габриэль Молитор)
- 3-я пехотная дивизия (дивизионный генерал Жан-Матьё Сера)
- конно-егерская дивизия (дивизионный генерал Жан-Луи Эспань)
- драгунская дивизия (дивизионный генерал Жан-Луи Эспань)
- кирасирская дивизия (дивизионный генерал Шарль Жозеф де Пюлли)

На 14 июня 1807 года:
- 1-я пехотная дивизия (дивизионный генерал Пьер Дюпа)
- 2-я пехотная (польская) дивизия (дивизионный генерал Ян Домбровский)
- кавалерийская дивизия (дивизионный генерал Морис Фрезья)

На 1 апреля 1812 года:
- 23-я пехотная дивизия (дивизионный генерал барон Жан-Виктор Тарро)
- 24-я пехотная дивизия (дивизионный генерал барон фон Окс)
- бригада кавалерии Королевской гвардии (бригадный генерал М.Ф.Ж. Вольф)
- 24-я бригада лёгкой кавалерии (бригадный генерал граф Ханс Георг фон Хаммерштайн-Экворд)

## Командование корпуса

### Командующие корпусом
- маршал Андре Массена (9 – 26 декабря 1805)
- маршал Эдуар Мортье (1 октября 1806 – 12 июля 1807)
- дивизионный генерал Доминик Вандам (1 апреля – 3 июля 1812)
- генерал-полковник Андош Жюно (28 июля 1812 – 28 января 1813)
- дивизионный генерал (маршал с 16 октября 1813) Юзеф Понятовский (12 марта – 19 октября 1813)

### Начальники штаба корпуса
- бригадный генерал Николя Годино (1 октября 1806 – 12 июля 1807)
- полковник штаба Жан Реве (2 марта 1812 – 17 марта 1813)
- дивизионный генерал Александр Рожнецкий (июнь – 19 октября 1813)